# فليبكارت
فليبكارت هي شركة تجارة إلكترونية هندية مقرها في بنغالور، كارناتاكا، الهند. تأسست من قبل ساشين بانسال و بيني بانسال في عام 2007 ركزت الشركة في البداية على مبيعات الكتب، قبل التوسع في فئات المنتجات الأخرى مثل الإلكترونيات الاستهلاكية والأزياء ومستلزمات المنازل ومحلات البقالة ومنتجات حياتية.
تتنافس خدمة فليبكارت في المقام الأول مع فرع شركة أمازون الهند، والمنافس المحلي سنابديل. و في مارس 2007 ، امتلكت فليبكارت 39.5٪ من حصة سوق التجارة الإلكترونية في الهند. وتهيمن فليبكارت بشكل كبير على بيع الملابس (وهو موقف تم تعزيزه من خلال استحواذها على شركة مينترا للتجارة الإلكترونية في مجال الموضة)، ووصف بأنه «منافس شرس» لأمازون في بيع الإلكترونيات والهواتف المحمولة. تمتلك فليبكارت أيضًا فونبي، وهي خدمة مدفوعات متنقلة تعتمد على وساطة المدفوعات الموحدة (UPI).
و في أغسطس 2018، استحوذت سلسلة متاجر التجزئة وول مارت ومقرها الولايات المتحدة على حصة مسيطرة بنسبة 77٪ في فليبكارت مقابل 16مليار دولار أمريكي ، وتقدر قيمتها بـ 20 مليار دولار.

## فليبكارت فيديو
تم إطلاق فليبكارت في تدفق التطبيقات المسمى Flipkart Video كجزء من منافسة إتجاه منافسيه مثل أمازون الذين يقدمون خدمات فيديو متميزة في أغسطس 2019.

### فليبكارت فيديو أوريجينالز
لتعزيز عرض المحتوى الخاص به في فليبكارت فيديو ، غلب فليبكارت في عرض المحتوى الأصلي الذي كان اسمه فليبكارت فيديو أوريجينالز. تم إطلاق العرض الأول في 19أكتوبر 2019 باسم Backbenchers ،و استضافته فرح خان . 

## نقد
في عام 2014، قدم منافسين مثل Future Group (مالك سلسلة البيع بالتجزئة بيج بازار ) شكاوى إلى وزارة التجارة والصناعة الهندية ، زاعمين أن خصومات بيج بيليون دايز على الموقع تقلل الأسعار بطريقة مفترسة لبائعي التجزئة الآخرين. وذكرت الوزارة أنها ستنظر في الشكاوى.

## وصلات خارجية
- الموقع الرسمي